# Шалом алейхем (вітання)
Шало́м алейхе́м (ашкеназька вимова — шо́лом але́йхем; івр. שָׁלוֹם עֲלֵיכֶם їд. שלום־עליכם шолем-алейхем або шулем-алейхем) — традиційне єврейське вітання, що означає «Мир вам». Відповідь на це вітання — Шалóм у-врáха (Мир та благословення). У сучасному івриті частіше використовується лише коротка форма вітання — шалом, на їдиш — повна форма (шолем-алейхем, відповідь — шалем у-враха).
Привітання «шолом алейхем» згадується в Єрусалимському Талмуді, а в формі однини — й у Вавилонському Талмуді. Форма множини стала застосовуватися по відношенню до однієї людини під впливом арабської мови (порівн. ассаламу 'алейкум).
Це вітання (в ашкеназькій вимові) використовував як свій псевдонім класик єврейської літератури Соломон Наумович Рабинович (Шолом-Алейхем).

## Аналогічні привітання в інших мовах
- Ассаламу алейкум — традиційне арабське і мусульманське привітання.
- Pax vobiscum.
- Shlomo 'aleykhun
- Peace be with you
- Εἰρήνη πᾶσι